# تی.آی.
کلیفورد جوزف هریس جونیور (به انگلیسی: Clifford Joseph Harris,Jr) (متولد ۲۵ سپتامبر، ۱۹۸۰) که با نام تی. آی. شناخته می‌شود، بازیگر و رپر آمریکایی است.